# Mabel Moraña
Mabel Moraña (Montevideo, 20 de febrero de 1948) es una intelectual y académica reconocida internacionalmente, que ha trabajado en los campos de la crítica literaria y cultural en América Latina. Es autora de numerosas publicaciones que articulan perspectivas interdisciplinarias sobre la filosofía, la antropología, la historia y la teoría cultural. Actualmente es titular de la Cátedra William H. Gass en Artes y Ciencias en la Washington University in St. Louis (Saint Louis, Misuri). También es la directora del programa de Estudios Latinoamericanos en la misma universidad.
Su trabajo de investigación abarca desde período colonial, centrándose particularmente en el barroco, hasta el presente. Sus principales aportes se han destacado en las áreas de estudio de las culturas nacionales, la modernidad, la postcolonialidad y la historia de las ideas. Ha publicado numerosos artículos y libros sobre las culturas andinas, sobre literatura y pensamiento en México, y sobre temas de alcance transnacional. Algunos de estos temas se refieren al significado y elaboraciones de lo monstruoso, la migración, la violencia, cuestiones relacionadas al género, a la raza y la etnicidad, la crítica de la modernidad, la teoría postcolonial.
Su libro Arguedas/Vargas Llosa. Dilemas y ensamblajes (Iberoamericana Vervuert, 2013) ganó el premio por la Asociación de Lengua Moderna (MLA). La traducción al inglés por Andrew Ascherl, Arguedas/Vargas Llosa. Dilemmas and Assemblages (Palgrave Macmillan, 2014) también fue galardonada por la Asociación de Estudios Latinoamericanos (LASA).

## Trayectoria profesional

### Investigación
Su trabajo crítico se ha venido desarrollando a partir de la década de 1970, tras exiliarse de su Uruguay natal, debido a la dictadura cívico-militar que transcurrió desde 1973 hasta 1985 en ese país. Residió por unos años en Venezuela, donde estableció vínculos intelectuales con el famoso grupo de académicos en el Centro de Estudios Latinoamericanos Rómulo Gallegos, incluyendo distinguidas figuras intelectuales como Nelson Osorio, Beatriz González Stephan, Domingo Miliani, Carlos Rincón, Hugo Achugar, Mario Sambarino y muchos otros. Es en ese país donde establece sus  primeras interacciones con Antonio Cornejo Polar, Tomás Eloy Martínez, Jean Franco, Heloísa Buarque de Hollanda, y Ángel Rama.
Continuando su formación humanística, que había culminado en Uruguay con títulos en Literatura y en Filosofía otorgados por el Instituto de Profesores Artigas, cursó estudios de maestría en filosofía en la Universidad Andrés Bello, en Caracas, trabajando particularmente con Arturo Ardao y otros importantes académicos de diversos países. Su doctorado en Letras, cursado en la Universidad de Minnesota bajo la dirección de Hernán Vidal, solidificó su orientación hacia los estudios de ideología, marxismo, y aproximaciones socio-históricas. En su disertación trabajó sobre la cultura uruguaya bajo dictadura, particularmente sobre temas de censura y autocensura, culturas del exilio y memoria histórica.

### Trabajo editorial
Además de su trabajo crítico, Mabel Moraña es reconocida por su trabajo editorial. Ha editado y coeditado varios libros sobre temas socioculturales latinoamericanos. Por una década sirvió como directora de publicaciones para el Instituto Internacional de Literatura Iberoamericana, donde publicó la Revista Iberoamericana y cinco series de libros, tres de las cuales fueron creadas por ella. Las publicaciones y congresos de IILI durante aquellos años estuvieron marcadas por el perfil de esta institución bajo su dirección, dando lugar a los estudios culturales y la renovación crítico-teórica de los estudios literarios. Por otra parte, Moraña ha organizado congresos interdisciplinarios de impacto internacional sobre varios temas distintos, abarcando los estudios culturales, el cambio social, la biopolítica, la teoría de los afectos, la migración, y muchos otros temas, contribuyendo a la interconexión intelectual entre Latinoamérica, América del Norte, y el Caribe, y promoviendo la diseminación de conocimiento a lo largo del continente.
Ha sido entrevistada en programas de radio, televisión y prensa de diversos países.

## Obras

### Libros
- Literatura y cultura nacional en Hispanoamérica 1910-1940 (Minneapolis: Institute for the Study of Ideologies and Literatures, 1984)
- Políticas de la escritura en América Latina. De la Colonia Un la Modernidad (Caracas: Ediciones eXcultura, 1997)
- Viaje al silencio. Exploraciones del discurso barroco (México: Universidad Nacional Autónoma de México, 1998)
- Crítica impura. Estudios de literatura y cultura latinoamericanas (Fráncfort/Madrid: Iberoamericana - Vervuert, 2004)
- La escritura del límite (Fráncfort/Madrid: Iberoamericana - Vervuert, 2010)
- Arguedas/Vargas Llosa. Dilemas y ensamblajes (Fráncfort/Madrid: Iberoamericana - Vervuert, 2013)
- Inscripciones críticas. Estudios sobre cultura latinoamericana (Santiago de Chile: Editorial Cuarto Propio, 2014)
- Bourdieu en la periferia. Capital simbólico y campo cultural en América Latina (Santiago de Chile: Cuarto Propio, 2014)
- Churata postcolonial (Lima: Centro de Estudios Literarios Antonio Cornejo Polar, Latinoamericana Editores, 2015)
- El monstruo como máquina de guerra (Fráncfort/Madrid: Iberoamericana - Vervuert, 2017)
- Filosofía y crítica. De Mariátegui a Sloterdijk (Santiago de Chile: Metales pesados, 2018)
- Pensar el cuerpo. Historia, materialidad y símbolo (Barcelona: Herder Editora, 2021)
- Líneas de fuga. Ciudadanía, frontera y sujeto migrante (Fráncfort/Madrid: Iberoamericana - Vervuert, 2021)
- "Nosotros, los bárbaros": tres narradores mexicanos en el siglo XXI (México: Bonilla Artigas Editores, 2021)

### Antologías de artículos académicos
- Territorios y forasteros: retratos y Debate latinoamericanos, editado por Alicia Ortega Caicedo (Guayaquil: Ediciones Universidad de las Artes, 2015)
- Entre Incas y Pishtacos: Estudios sobre Literatura y Cultura Peruana (Lima: Centro de Estudios Literarios Antonio Cornejo Polar, 2018)
- Momentos críticos. Literatura y cultura en América Latina (Bogotá: Universidad de los Andes, 2018)

## Premios
En 2014, el libro de Mabel Moraña Arguedas/Vargas Llosa. Dilemas y ensamblajes (Iberoamericana Vervuert, 2013) ganó el Premio Katherine Singer Kovacs por la Asociación de Lengua Moderna (MLA). Al año siguiente, en 2015, la traducción al inglés de Andrew Ascherl, Arguedas/Vargas Llosa. Dilemmas and Assemblages (Palgrave Macmillan, 2014) ganó el Premio Iberoamericano del Libro por la Asociación de Estudios Latinoamericanos (LASA).
En el 2003, Mabel Moraña, Enrique Dussel y Carlos A. Jáuregui ganaron el Premio Ford-LASA de Proyecto Especial para su proyecto "Coloniality at Large. Latin America and the Postcolonial Debate", el cual culminó en la publicación del volumen del mismo título, Coloniality at Large. Latin America and the Postcolonial Debate (Duke University Press, 2003). El proyecto incluyó las colaboraciones de importantes académicos como Arturo Arias, Santiago Castro-Gómez, Sara Castro-Klaren, Amaryll Chanady, Fernando Coronil, Ramón Grosfoguel, Michael Löwy, José Antonio Mazzotti, Eduardo Mendieta, Walter D. Mignolo, Mary Louise Pratt, Aníbal Quijano, Elzbieta Sklodowska, Catherine E. Walsh, entre muchos otros.